# Komunizm wojenny
Komunizm wojenny – nazwa pierwszego okresu istnienia Rosji radzieckiej od zdobycia władzy przez bolszewików i później, w czasie wojny domowej oraz interwencji w latach 1918–1921, a zwłaszcza realizowanej wtedy polityki gospodarczej.

## Historia

### Wdrożenie i podstawowe założenia
Zdaniem Petera Keneza komunizm wojenny był od samego początku traktowany przez bolszewików jako rozwiązanie tymczasowe. Z kolei Richard Pipes twierdzi, że pogląd, jakoby komunizm wojenny był środkiem doraźnym, wynikającym z okoliczności, został zasugerowany post factum przez samych bolszewików. W jego ocenie rząd Lenina podjął realną próbę natychmiastowej budowy gospodarki komunistycznej i tylko częściowo uzależniał podejmowane działania od potrzeb wywołanych wojną. Podobnie David Marples ocenia komunizm wojenny raczej jako praktyczne wdrożenie „czystej ideologii bolszewickiej” niż reakcję na konkretne doraźne problemy. W ocenie Bolesława Winiarskiego komunizm wojenny był pierwszą próbą ustanowienia tzw. gospodarki planowej, która wbrew oczekiwaniom bolszewików nie była w stanie zlikwidować chaosu gospodarczego, którego wcześniej nie potrafiła opanować polityka Rządu Tymczasowego oraz zatrzymać drastycznego spadku produkcji przemysłowej i rolnej.
Inspiracją dla twórców komunizmu wojennego była niemiecka polityka socjalizmu wojennego wprowadzona w czasie I wojny światowej, polegająca na objęciu kontrolą państwową całej produkcji, podziału pracy i dystrybucji towarów. Lenin wzorował się także na Warsztatach Narodowych powstałych we Francji po rewolucji lutowej 1848 r. oraz na koncepcjach teoretycznych Louisa Blanca.
Koncepcje komunizmu wojennego nie zostały sformułowane przez przywódców bolszewickich – Lenina i Trockiego – którzy w 1918 r. przedstawiali o wiele bardziej umiarkowane projekty gospodarcze (Lenin opowiadał się za stworzeniem systemu kapitalizmu państwowego, który dopiero później zostałby w prosty sposób przekształcony w socjalizm). W kwestiach gospodarczych Lenin uległ skrajnie lewicowemu skrzydłu partii, reprezentowanemu przez Nikołaja Bucharina, Aleksandrę Kołłontaj, Waleriana Obolenskiego, Jewgienija Prieobrażenskiego, Jurija Piatakowa, Karola Radka i Waleriana Kujbyszewa. W ocenie wewnątrzpartyjnej skrajnej lewicy Lenin i Trocki, rezygnując z natychmiastowej budowy komunizmu, zdradzali rewolucję. Licząc się z popularnością wymienionych działaczy w środowiskach robotniczych i inteligenckich (zwłaszcza w Moskwie), w kwietniu 1918 Lenin ostatecznie ustąpił w kwestii gospodarczej i zgodził się na wdrażanie ich radykalnego programu, chociaż nie mieli oni żadnego doświadczenia związanego z gospodarką. Teoretyczne podstawy nowej polityki zostały wyłożone w artykule Jurija Łarina z kwietnia 1918 i pracy Waleriana Obolenskiego Budowa socjalizmu opublikowanej latem tego samego roku.
Polityka komunizmu wojennego zakładała pełną mobilizację środków ludności dla wojny, monopolizację produkcji i nacjonalizację zakładów zatrudniających więcej niż 5 osób. W rezultacie dekretów nacjonalizacyjnych wdrożonych natychmiast po rewolucji październikowej oraz nacjonalizacji przemysłu na mocy ustawy z 28 czerwca 1918 rząd bolszewicki de facto zlikwidował prywatny sektor w gospodarce. Osłabiony został także prywatny handel, który miała zastąpić państwowa dystrybucja i reglamentacja poszczególnych produktów, miejsce pieniądza miała zając prosta wymiana towarowa (znaczenie pieniądza zniszczono poprzez wywołanie hiperinflacji, docelowo pieniądz miał zostać całkowicie zlikwidowany). Wprowadzony został obowiązek pracy dla mężczyzn, części kobiet, nieletnich i starców. Cała krajowa produkcja gospodarcza została objęta powszechnym planem. W praktyce zdelegalizowany sektor prywatny nie został całkowicie zniszczony, zaś wdrożenie scentralizowanego planowania okazało się niemożliwe.
Gospodarką kraju miała zarządzać całościowo utworzona jeszcze w grudniu 1917, także według projektu Łarina, Najwyższa Rada Gospodarki Narodowej odpowiadająca bezpośrednio przed Radą Komisarzy Ludowych, a szefem której został Aleksiej Rykow. W rzeczywistości politykę rady kreował Łarin, który uzyskał ogromny wpływ na Lenina w kwestiach ekonomicznych.
Wprowadzenie komunizmu wojennego było możliwe dzięki terrorowi państwowemu wprowadzonemu przez Czeka.
Swoją najpełniej ukształtowaną postać komunizm wojenny osiągnął w latach 1920–1921, chociaż nigdy nie wdrożono w pełni wszystkich jego założeń. Wynikało to z faktu, iż rząd nie był w stanie wyegzekwować wszystkich teoretycznie obowiązujących zarządzeń, jak również z rosnącego przekonania bolszewików o nietrafności wprowadzonych rozwiązań. Dlatego we wrześniu 1918 rząd zgodził się na przewożenie przez chłopów do miast po półtora puda chleba na handel. W latach 1919–1920 66–80% produktów żywnościowych docierało do nabywców drogą nielegalnej sprzedaży, przede wszystkim ulicznej, nie zaś poprzez państwową dystrybucję.
Wcześniej, 19 lutego, rząd znacjonalizował ziemię, ogłaszając, iż przeszła ona na własność państwa, będzie zaś użytkowana przez tych, którzy na niej pracują. Ponieważ jednak chłopi niechętnie zaopatrywali państwo w produkty rolne, rząd ustanowił obowiązkowe dostawy żywności. W praktyce oznaczało to odbieranie całości produkcji rolnej z wyjątkiem ilości niezbędnej do przetrwania i zasiewu w kolejnym sezonie. Rekwizycje zboża traktowano jako walkę z wrogiem wewnętrznym; był to początek otwarcie antychłopskiej polityki bolszewików. W latach 1918–1920 żywność była odbierana chłopom w formie przymusowych dostaw lub obowiązkowo wymieniana na artykuły przemysłowe lub wykupywana. Początkowo dostawy nie obejmowały wybranych produktów, jednak z czasem zostały rozciągnięte na całość produkcji. Zastosowane środki pozwoliły rządowi na uzyskanie zaopatrzenia dla wojska oraz dla ludności miejskiej. Chłopi tracili jednak motywację do utrzymywania areału upraw na dotychczasowym poziomie i rezygnowali z produkcji towarów, których i tak nie mogliby sprzedać, wytwarzając jedynie żywność na własne potrzeby. Spadły wydajność upraw z hektara i ogólna produkcja zbóż.
Analogiczny spadek produkcji wystąpił w przemyśle. Liczba robotników spadła w okresie komunizmu wojennego o połowę, w tym samym czasie produkcja przemysłowa spadła o 3/4, produktywność – o 70%. W znacjonalizowanym przemyśle strajki zostały de facto (choć nie formalnie) zabronione.

### Rezygnacja z komunizmu wojennego
Chociaż lata komunizmu wojennego nie przyniosły spodziewanych korzyści ekonomicznych, przyczyniając się do dalszego pogorszenia stanu rosyjskiej gospodarki, autorzy opisywanej koncepcji gospodarczej uważali efekty jej wprowadzenia w życie za sukces. W 1920 r. Nikołaj Bucharin w tekście Ekonomika okresu przejściowego z satysfakcją opisywał zniszczenie w Rosji pozostałości gospodarki kapitalistycznej. Inni przedstawiciele skrajnej lewicy w partii byli zdania, że klęski komunizmu wojennego wynikają z niewystarczająco zdecydowanego zwalczania sektora prywatnego. Tragiczny stan radzieckiej gospodarki zmusił jednak Lenina do całkowitej zmiany polityki gospodarczej poprzez wprowadzenie w marcu 1921 NEP-u. W ten sposób w istocie usankcjonowany został już funkcjonujący stan rzeczy, a istnienie sektora prywatnego uznane za legalne.
Rezultatem polityki komunizmu wojennego była klęska głodu z 1921 r. W roku tym wystąpiły susza i nieurodzaj, zaś chłopi po rekwizycjach nie dysponowali żadnymi nadwyżkami żywności, które umożliwiłyby im przetrwanie. Liczbę ofiar klęski głodowej szacuje się na 5,1 mln osób.